# Чахар Махал и Бахтияри
Чахар Махал и Бахтияри (на персийски: چهارمحال و بختیاری) е един от 31 остана на Иран. Разположен е в западната част на страната, включен е в административния Регион 2. Заема площ около 16 000 km²  и е с население близо 1 милион души. Административен център е град Шахрекорд.

## История
Археологическите находки в пещерите на остана установяват следи от човешко присъствие през епохите на палеолита и неолита. Има също така свидетелства за простирането на Еламското царство до тези територии. По-нататъшното историческо развитие на региона не е известно, но се предполага, че определено влияние и контрол над тези територии са имали и Ахеменидите, и Аршакидите. Артефакти са намерени от епохата на Сасанидите, съществуват останки на построените по тяхно време пътища и мостове. След експанзията на исляма през 7-и век територията на остана е част от голямата историческа област, наречена Персийски Ирак. През 9-и век тук се заселват лури и земите им стават известни като Лорестан. През 913 г. Лорестан се разделя на два региона – Лор-е Бозорг и Лор-е Кучек. Територията на Чахар Махал и Бахтияри принадлежи на Лор-е Бозорг и до края на 10-и век се управлява от наместниците на халифа. От 1155 до 1423 г. Лор-е Бозорг се контролира от местната династия Фазлуя, известна като атабеги на Лор-е Бозорг. След падането на династията регионът се управлява от вождовете на местните номадски племена, които губят властта си с идването на Сефевидите. Те възлагат на своите наместници събирането на данъците и контрол над населението. Провежданата политика води до икономически упадък на Лор-е Бозорг и предизвиква бунтове и въстания на лурските племена. Едно от номадските племена, Бахтияри, успява да спечели борбата с централната власт. Контролираната от него територия получава същото название, но след време тя се дели на две части, едната от които се състои от четири района и получава съответното название (Чахар Махал в превод от персийски означава Четири Махали), а другата запазва названието Бахтияри. Това разделение съществува и по време на Каджарската династия. В началото на 20-и век в Иран започва и завършва с успех конституционното движение. Населението на Чахар Махал и Бахтияри взема активно участие в него, а неговите представители получават влиятелни държавни позции. Административното разделение на Иран в следващия период претърпява няколко промени, докато през 1973 г. придобива днешния си вид.

## География
Остан Чахар Махал и Бахтияри е разположен в централната част на веригата Загрос и граничи с останите Исфахан, Кохгилюе и Бойер Ахмад, Хузестан и Лурестан. Територията на остана в по-голямата си част е с надморска височина над 2000 m. Планините се простират от северозапад на югоизток, където преминават в долини и относително широки равнини. В остана има 16 планински върхове с височина над 3500 m, най-високият от които е Зардкух (4221 m). От Зардкух извират реките Карун и Заяндеруд.
Климатът на остана се определя от географските и топографските характеристики на неговите райони. В областите с над 2000 m височина зимите са студени и снежни, летата са къси и хладни. Тук студеният сезон започва от средата на ноември и продължава 4 – 5 месеца, валежите са от средата на август до април. Най-много валежи има в западните планини, средногодишното им количество е 1600 mm. В равнинните области климатът е по-сух, средните количества са между 250 – 300 mm. Температурите тук стигат през лятото до над 40°C. Средно за остана според данните за 1992 г. средногодишната температура е била 10.3°C , максималната 35.2°C, минималната -15.6°C. Средногодишното количество валежи през същата година е било 426 mm. Абсолютната максимална температура, 47.5°C, е регистрирана в шахрестан Лордеган, абсолютната минимална температура, -34,5°C, е измерена в шахрестан Кияр.

## Административно деление
Всеки остан в Иран се дели на шахрестани, които се състоят от бахши, те на свой ред съдържат най-малките административни единици – дехестани. Остан Чахар Махал и Бахтияри има 10 шахрестана. Данните за населението на шахрестаните са от националното преброяване през 2016 г.
| Карта на остан | Шахрестан | Население | Административен център |
| -------------- | --------- | --------- | ---------------------- |
|                |           |           |                        |
| Ардал          | 48 880    | Ардал     |                        |
| Боруджен       | 122 483   | Боруджен  |                        |
| Бен            | 28 326    | Бен       |                        |
| Саман          | 34 616    | Саман     |                        |
| Шахрекорд      | 315 980   | Шахрекорд |                        |
| Фарсан         | 95 286    | Фарсан    |                        |
| Кухранг        | 41 535    | Челгард   |                        |
| Кияр           | 50 976    | Шаламзар  |                        |
| Лордеган       | 209 681   | Лордеган  |                        |
| Ханмирза       | 53 728    | Алуни     |                        |

## Население
Съгласно националното преброяване през 2016 г. населението на остан Чахар Махал и Бахтияри е 947 763 души, от тях около 64% живеят в градовете. 84.7% от населението е грамотно (възрастова група над 6 г.).
Етническото мнозинство са лури, малцинствата са персийци и тюркоезични групи. Основната религия е шиизъм.

## Икономика
Основният отрасъл е селското стопанство. Животновъдството в по-голямата си част е от традиционен вид и се упражнява от номадското население на остана. Произвеждат се зърнено-житни култури, много голям дял в земеделската продукция имат бадеми, развито е пчеларството. Индустрията е концентрирана в големите градове на остана. В Шахрекорд, Боруджен, Фарсан се намират предприятия на хранително-вкусовата и текстилната промишлености. Територията на остана е богата на полезни изкопаеми.

## Образование
Чахар Махал и Бахтияри разполага с 17 научни и образователни организации. В градовете Шахрекорд, Боруджен и Фарсан има филиали на Свободен ислямски университет. В столицата на остана има Университет Шахрекорд и Медицински университет.

## Забележителности
На територията на остана има много природни забележителности: пещери, водопади, извори, планински върхове. В градовете са запазени архитектурни и исторически паметници. Интерес представляват традициите, ритуалите и занаятите на местните племена. Някои от забележителностите са включени в националния списък на материалното и културното наследство на Иран.
- Дворец на Сардар Асад Бахтияри (замък Джунган) – Каджарска епоха, шахрестан Фарсан;
- Комплекс Чалещар – Каджарска епоха, шахрестан Шахрекорд;
- Музей по антропология (музей Остад Бахрами) – гр. Боруджен;
- Сар Ага Сейед – историческо село в шахрестан Кухранг.